# Lauren Wilkinson
Lauren Wilkinson (Vancouver, 17 ottobre 1989) è una canottiera canadese, vice-campionessa olimpica nell'otto a Londra 2012.

## Biografia
È sorella minore di Michael Wilkinson, anche lui canottiere di caratura internazionale.
Ha rappresentato il Canada ai Giochi olimpici estivi di Londra 2012, dove ha vinto la medaglia d'argento nell'otto con Janine Hanson, Rachelle Viinberg, Krista Guloien, Natalie Mastracci, Ashley Brzozowicz, Darcy Marquardt, Andréanne Morin, Lesley Thompson-Willie.
Ai mondiali di Amsterdam 2014 e Aiguebelette-le-Lac 2015 ha conquistato rispettivamente l'argento e il bronzo nell'otto.
Ha fatto la sua seconda apparizione olimpica a Rio de Janeiro 2016, classificandosi 5ª nell'otto con Cristy Nurse, Antje Von Seydlitz-Kurzbach, Christine Roper, Lisa Roman, Susanne Grainger, Natalie Mastracci, Caileigh Filmer e Lesley Thompson-Willie.

## Palmarès
- Giochi olimpici estivi

Londra 2012: argento nell'otto;
- Mondiali

Amsterdam 2014: argento nell'otto;
Aiguebelette-le-Lac 2015: bronzo nell'otto;